# Prejmer
Prejmer là một xã thuộc hạt Brașov, România. Dân số thời điểm năm 2002 là 8323 người.